# サン・マメス (2013年)
エスタディオ・サン・マメス（スペイン語: Estadio San Mamés スペイン語発音: [sam maˈmez ˈβarja], バスク語発音: [sam mamez βaria]）は、スペイン・ビルバオにあるサッカー専用スタジアム。1913年から2013年まで使用されていた旧エスタディオ・サン・マメスに代わるスタジアムである。リーガ・エスパニョーラのアスレティック・ビルバオ、バスク代表のホームスタジアムである。

## 歴史

### 建設
建設計画は2006年3月に承認された。2010年5月26日12:00、旧エスタディオ・サン・マメスで新サン・マメスの着工式が行なわれ、この式典にはバスク自治州レンダカリ（政府首班）のパチ・ロペス、ビスカヤ県議長（Diputado General de Vizcaya）のホセ・ルイス・ビルバオ、ビルバオ市長のイニャキ・アスクナ、ビルバオ・ビスカヤ貯蓄銀行会長のマリオ・フェルナンデス、スペインサッカー連盟(RFEF)会長のアンヘル・マリア・ビジャール、アスレティック・ビルバオ会長のフェルナンド・ガルシア・マクアなどが出席した。
2003年までビルバオ国際見本市の会場だった旧サン・マメスの隣接地に建設され、旧サン・マメス跡地には新期の住宅開発が行なわれる。経済苦境にもかかわらず、新サン・マメスの総建設費2億1100万ユーロの88.15%は公的機関（クチャバンク、バスク自治州政府、ビルバオ市議会、ビスカヤ県政府）によって支払われる。

### 開場
全行程の終了予定は2015年の春であるが、試合開催が可能となる2013-2014シーズンから使用された。ホーム開幕戦には間に合わなかったため、2戦目となる2013年9月16日、リーガエスパニョーラ第4節セルタ・デ・ビーゴ戦がこけら落としとなった。（ホーム開幕戦はエスタディオ・アノエタが使用された。）新サン・マメス最初のゴールは、セルタのシャルレス（前半14分）、アスレティックの選手としては、ミケル・サン・ホセ（前半18分）が最初のゴールを記録している。試合は3-2と、逆転で勝利を収めた。
2025年にはUEFAヨーロッパリーグ 2024-25決勝を開催する予定。